# Loggia della Mercanzia (Genova)

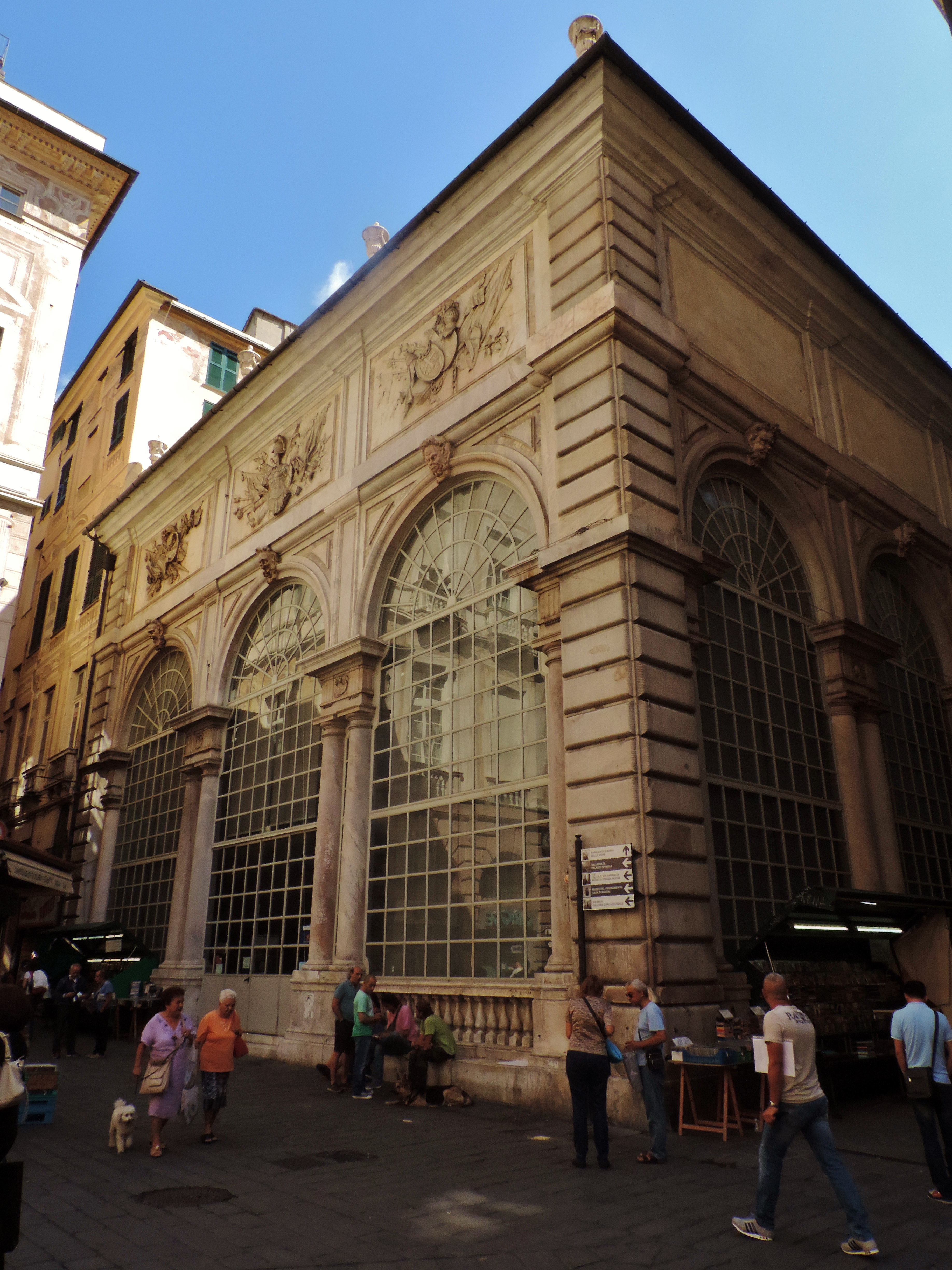
La loggia

La Loggia della Mercanzia (conosciuta anche come Loggia di Banchi o Loggia dei Mercanti) è uno storico edificio del centro storico di Genova. È situata in piazza Banchi, all'angolo con via San Luca, nell'antico sestiere della Maddalena, poco distante dalla chiesa di San Pietro in Banchi, nel cuore commerciale della città antica.

## Storia

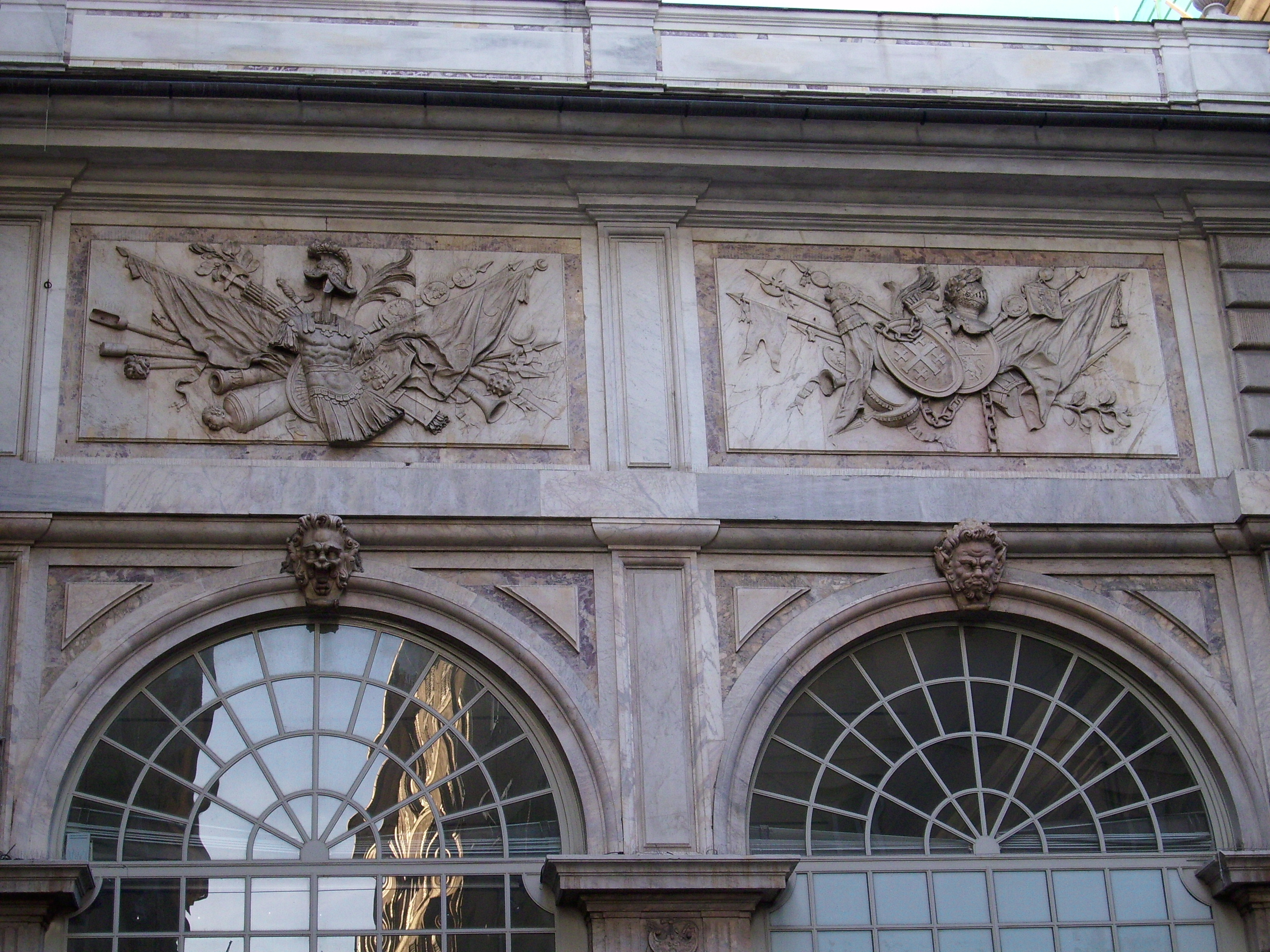
Particolare dei rilievi sulla facciata.

Le origini di questo edificio risalgono al Medioevo, quando nella zona adiacente al porto si effettuavano contrattazioni di merci e valute. La costruzione dell'edificio fu voluta dai Padri del Comune, amministratori della città, nel contesto della sistemazione urbanistica della piazza Banchi (così chiamata per la presenza dei banchi dei cambiavalute), dopo un incendio avvenuto alla fine del XIV secolo.
Un primo edificio destinato ad ospitare le contrattazioni di mercanti e banchieri venne costruito nel 1415. Al centro era sistemata una grande pietra dove il cintraco, ovvero il pubblico banditore, leggeva ad alta voce le disposizioni emanate dalle autorità. L'originaria costruzione, seriamente danneggiata da un incendio nel 1455 e successivamente restaurata, verso la fine del XVI secolo fu sostituita dall'attuale, costruita tra il 1589 e il 1595, il cui progetto è attribuito ad Andrea Ceresola, detto il Vannone, con la collaborazione di Giovanni Ponzello. Nel corso degli anni è stata oggetto di vari interventi decorativi.
La loggia fu ceduta alla Camera di Commercio nel 1839 e subì un generale restauro su progetto di Giovanni Battista Resasco: in questa circostanza i due lati aperti, quelli affacciati su piazza Banchi e via Banchi, furono chiusi con vetrate.
Dal 1855 ospitò la Borsa valori e la Borsa merci. Nel 1912 la prima fu trasferita nella nuova sede di piazza De Ferrari, mentre rimase a Banchi la Borsa merci.
A causa di un bombardamento aereo nel 1942 il tetto, che aveva una volta a padiglione con struttura in legno, venne distrutto da un incendio; nel 1950 dopo i restauri e la ricostruzione della copertura con armatura metallica la loggia fu riaperta e destinata ad attività culturali, tra cui mostre ed eventi culturali di varia natura.
A dicembre 2020 viene presentato in Comune il progetto definitivo per la realizzazione del Museo della Storia della Città di Genova. Nel 2021, durante i lavori nella Loggia vengono ritrovati alcuni resti della città medioevale. Conseguentemente al ritrovamento, iniziano gli scavi archeologici per riportare alla luce i resti della città antica. I resti vengono identificati come una parte del quartiere attribuito alla famiglia Usodimare, vengono riesumate alcune botteghe, banchi di cambiovaluta e altre strutture, oltre a depositi di materiali di pregio . Il sito archeologico sarà visitabile all'interno del Museo della Storia della Città di Genova. La struttura rimane ad oggi chiusa al pubblico durante lo svolgimento dei lavori, l'apertura del museo è prevista per l'anno 2025.

## Descrizione

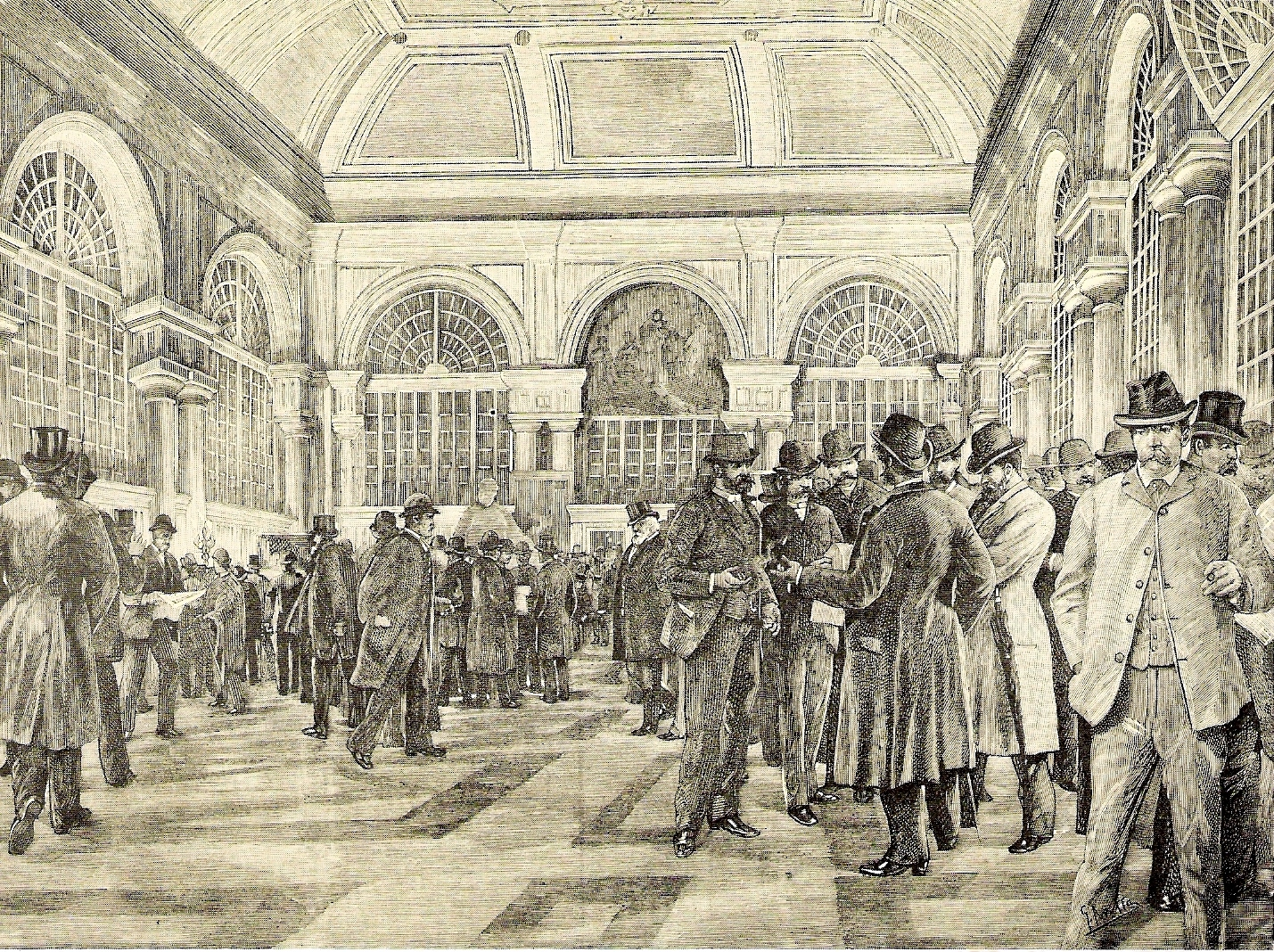
Incisione raffigurante l'interno della loggia nel XIX secolo

L'interno si presenta come un unico ambiente a pianta rettangolare con la volta sostenuta da una serie di colonne doriche binate lungo il perimetro, senza elementi di sostegno interni. Le arcate su via e piazza Banchi sono, come detto, chiuse da vetrate, mentre sono cieche quelle rivolte verso piazza Senarega e quelle addossate al palazzo adiacente.
Sulla parete di fondo si trova un affresco,  realizzato alla fine del XVI secolo dal pittore toscano Pietro Sorri, raffigurante la Madonna in trono col Bambino e i Santi Giovanni Battista e Giorgio, patroni di Genova. Il dipinto si è salvato dall'incendio conseguente al bombardamento del 1942, mentre è andato distrutto quello nella volta, di Giovanni Battista Brignole, raffigurante lo stemma della Repubblica di Genova.
All'esterno lo spazio al di sopra degli archi è decorato con una serie di bassorilievi raffiguranti trofei d'armi, realizzati da Taddeo Carlone.